# Tryphon humilis
Tryphon humilis là một loài tò vò trong họ Ichneumonidae.